# Eghilet

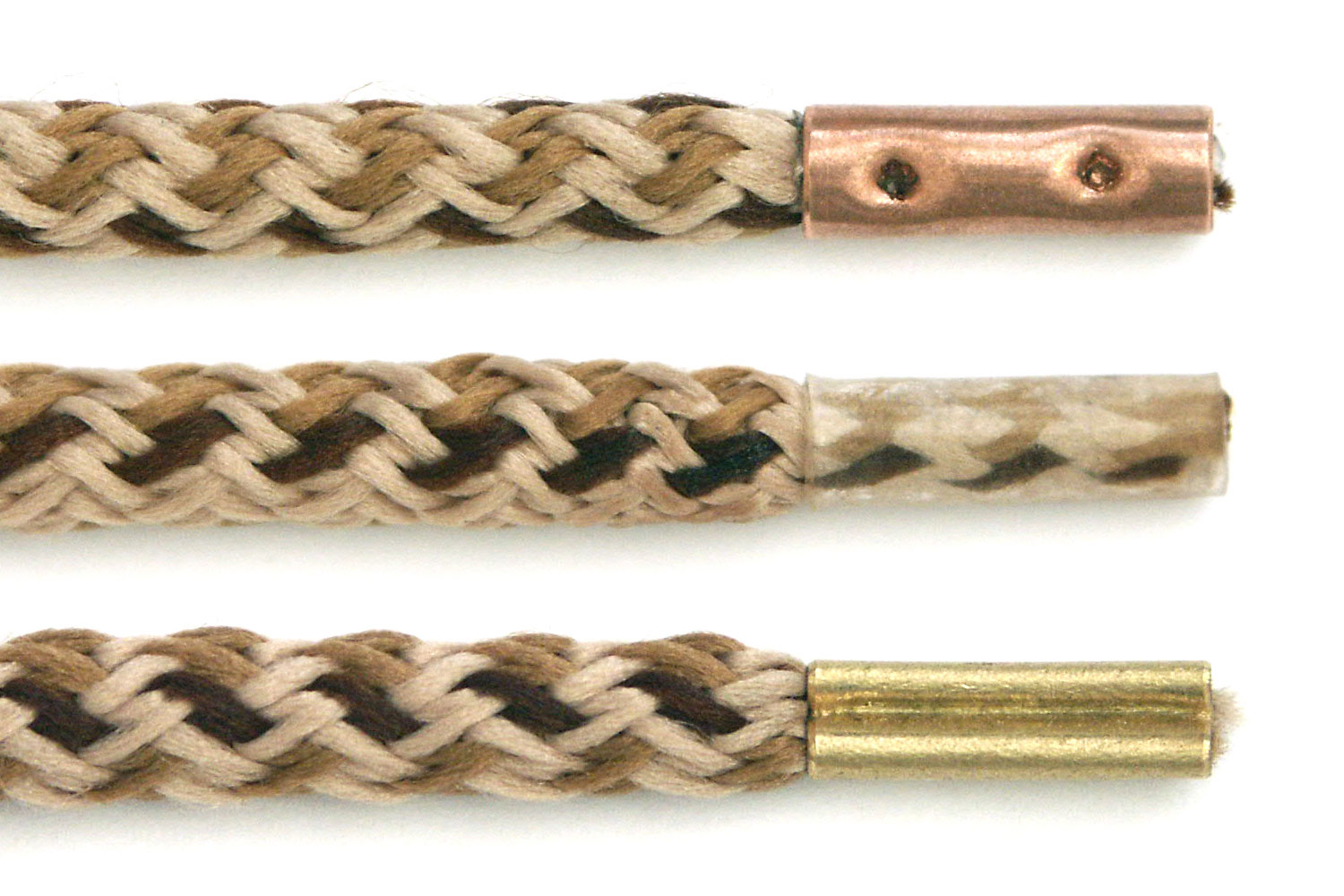
Tipuri diferite de eghileți

Eghilet este învelișul de plastic sau metal, care este întâlnită la capătul unui șiret sau a unei corzi. Ea menține unite firele șiretului sau șnurului, nepermițând destrămarea acestora, iar fermitatea și îngustarea acestora permite introducerea mai ușoară a șiretului în butonieră (de exemplu la uniformele militare) sau gaura șiretului de la pantofi. 
Termenul provine din franceza veche de la aguillette (sau aiguillette), care este diminutivul lui aguille (sau aiguille), însemnând „ac". Acesta la rândul lui provine din latinescul acus. Așadar, agletul este asemeni unui ac minuscul la capătul unei corzi. 